# Loshárik
El Proyecto 10831 o AS-12 (en ruso: АС-12), apodado Loshárik (en ruso: Лошарик, AFI: [lɐˈʂarʲɪk]), es un submarino ruso de inmersión profunda. "AC" significa "Атомная Станция" (Estación Nuclear) del término naval oficial ruso "атомная глубоководная станция" (Estación nuclear de aguas profundas).
El 1 de julio de 2019, se produjo un incendio en el buque mientras realizaba mediciones submarinas del lecho marino en aguas territoriales rusas, provocado al parecer por una fuerte explosión en el compartimento de la batería del submarino. Murieron 14 marineros rusos. Debido a su exclusivo diseño ultrasecreto y posiblemente a su misión secreta, el gobierno ruso se ha mantenido callado sobre el incidente, al igual que los gobiernos estadounidense y noruego que podrían haberlo estado vigilando. Tras el accidente se informó que se estaban realizando importantes trabajos para reparar el submarino. El submarino puede permanecer fuera de servicio hasta 2025.

## Historia y características
El submarino se comenzó a construir en 1988, pero no se botó hasta agosto de 2003 debido a problemas financieros. Está preparado para operaciones militares de investigación, rescate y operaciones especiales y no está bajo el mando de la Marina Rusa sino de la Dirección General de Investigación de Aguas Profundas (Главное управление глубоководоыных исследований), informando al organismo de inteligencia militar GRU.
La embarcación ha sido descrita como un "submarino espía" que podría ser utilizado para conectarse o cortar cables de telecomunicaciones bajo el agua. Rusia ha publicado poca información de manera oficial y hay pocas fotografías de él; se cree que fue tomado inadvertidamente durante una sesión fotográfica de Top Gear Russia en Arcángel.

## Morfología

Suposición de la disposición interna

Se cree que el casco de presión del submarino está formado por siete compartimentos esféricos de titanio interconectados. Esta disposición limita el espacio para la habitabilidad y los equipos, pero por otro lado proporciona una gran resistencia estructural al aplicar el principio de la batisfera. Los compartimentos están ubicados dentro de un casco ligero alargado de forma "clásica". Debido a esto, el casco resistente es capaz de soportar la presión del agua a muy grandes profundidades, algunas fuentes dicen que hasta 6000 m.
El apodo "Loshárik" hace referencia al casco interno multiesférico de la embarcación y corresponde a un personaje de dibujos animados ruso, "Лошарик" Loshárik, un caballo de juguete hecho de pequeñas esferas. Dicho nombre es un acrónimo del ruso: "лошадь" ("lóshad" - "caballo") y "шарик" ("shárik" - "esfera pequeña"). El nombre de la OTAN para este submarino es NORSUB-5.
La embarcación consta de reactor nuclear que se cree que está encerrado en el sexto compartimento desde proa sin conexión con los otros cinco donde se aloja la tripulación. El séptimo compartimento alberga el motor. Se considera que es capaz de operar a una profundidad de miles de metros debido a la construcción esférica, aunque se desconoce la profundidad operativa exacta. Se sabe que operó a aproximadamente 2000–2500 metros (6600–8200 pies) de profundidad en el océano Ártico en 2012 y es capaz de ser transportado por un submarino de clase Delta III modificado.

## Construcción
La estación nuclear de aguas profundas del proyecto 10831, con el número de serie 210 (en algunas fuentes, el número 210 se indica como el número del proyecto) fue desarrollado en los años ochenta por la oficina de diseño de Malaquita. El diseñador jefe del proyecto fue el diseñador general de equipos técnicos de aguas profundas, el Héroe de la Federación Rusa Yu. M. Konovalov. El Proyecto 10831 fue un desarrollo adicional de las estaciones nucleares de aguas profundas de los proyecto 1910 Kashalot y proyecto 1851 Paltus. La construcción del submarino comenzó en 1988. Pero en la década de 1990, debido a la falta de financiación y al abandono del concepto de operaciones especiales, la construcción se suspendió. A principios de la década de 2000 se reanudó.
El desarrollo y la construcción del submarino se llevaron a cabo en condiciones de mayor secreto. El número de trabajadores e ingenieros empleados en la construcción del submarino fue estrictamente regulado durante los 15 años de su creación.
Al submarino, se le asignó el número táctico AS-12, fue sacado del taller No. 42 de la planta de Sevmash el 13 de agosto de 2003. El comandante de la Armada, V.I. Kuroyedov, y los representantes de la oficina de diseño de Malaquita asistieron a la solemne ceremonia dedicada a este evento. Tres días después, el submarino fue botado.

## Historial operativo

### Accidente

Mapa con los emplazamientos de las bases de la Flota del Norte, incluidos astilleros y depósitos de material radiactivo.

El 1 de julio de 2019, se produjo un incendio en el submarino mientras realizaba medidas del lecho marino en aguas territoriales rusas. 14 de los tripulantes murieron por la inhalación de humo y gases tóxicos. Al menos siete de los fallecidos tenían alto rango y dos tenían la distinción de Héroe de la Federación Rusa. El comandante del submarino, Denís Dolonski, también falleció.
El fuego comenzó cerca de las 8:30 p. m. UTC +3, y fue apagado por la tripulación. Pescadores de la comunidad rural de la bahía de Ura indicaron ver al submarino salir rápidamente a la superficie cerca de las 9:30 p. m. para reunirse con una embarcación de la Marina y dos remolcadores. El submarino fue remolcado a la base de la Flota del Norte de Severomorsk, donde 5 tripulantes fueron hospitalizados por envenenamiento por humo y conmoción cerebral. Este incidente dejó la peor pérdida de vidas desde el accidente del submarino K-152 Nerpa en 2008, cuando fallecieron 20 tripulantes. El comandante en jefe de la Marina rusa, Nikolai Yevmenov, abrió una investigación para determinar las causas del incendio, y el presidente Vladímir Putin envió al ministro de defensa Serguéi Shoigú a dirigir la investigación para hacer un informe del incidente.
El Ministro de Defensa Ruso, Serguéi Shoigú, reconoció que se trataba de un sumergible de propulsión nuclear. El general Shoigú explicó en unas declaraciones publicadas en la página web del Kremlin que el accidente fue causado por un incendio en el compartimento de las baterías, pero aseguró que la unidad nuclear fue aislada por completo y no quedó afectada.
Las primeras investigaciones apuntan que el incendio de las baterías está relacionado por las sustitución de las baterías originales de cinc-plata de fabricación ucraniana por otra de ion de litio. La sustitución estaba motivado por el embargo contra Rusia. La tripulación murió por la acción de gases tóxicos del incendio a pesar de emplear los equipos de protección. Se agotaron todos los medios antiincendios: extintores, generadores de espuma y 400 litros de freón.
El Papa Francisco se solidarizó con las familias de los militares fallecido en el accidente de un submarino ruso en el que fallecieron 14 personas el pasado 1 de julio, según señaló el director de la Oficina de prensa de la Santa Sede, Alessandro Gisotti, a los medios de comunicación acreditados ante la Sede Apostólica.